# 马山革命烈士纪念碑
31°26′15″N 120°06′16″E / 31.43761°N 120.10450°E
马山革命烈士纪念碑，位于中华人民共和国江苏省无锡市滨湖区马山古竹南侧的塔山上。是无锡市文物保护单位。

## 特点
抗日战争期间，侵华日军两次大规模进犯马山。抗日战争结束后，马山区政府建太湖阵亡将士纪念塔。1956年，被中华民国当局拆毁。中国人民解放军攻占无锡后，区人民政府在塔山修建革命烈士墓。1976年2月，郊区马山公社人民缅怀烈士事迹，在马山古竹建立纪念碑，以纪念在马山牺牲的新四军烈士。1983年，无锡市人民政府认定其为无锡市文物保护单位。